# Cohors II Flavia Commagenorum

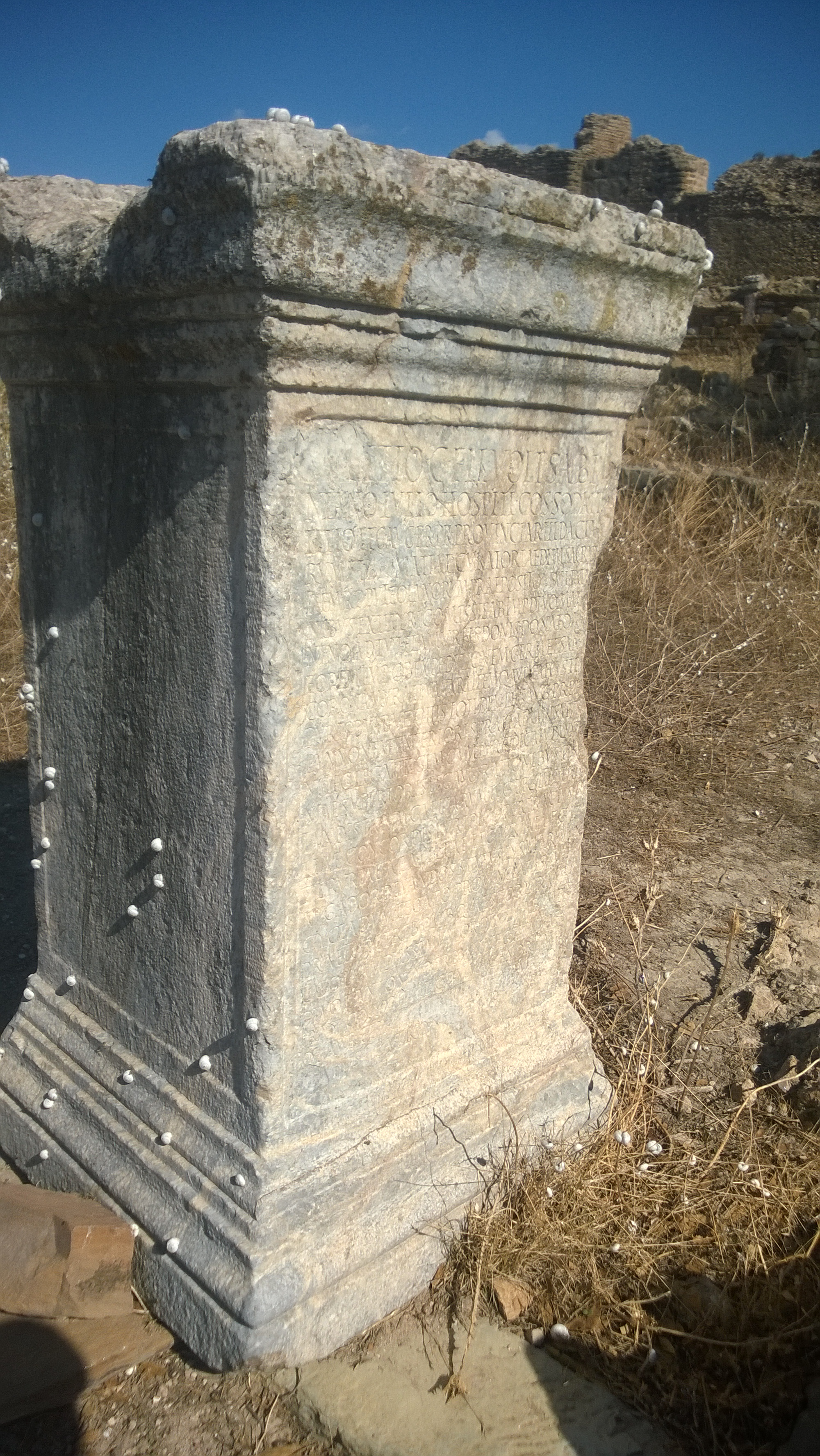
Inschrift des Caius Vettius Sabinianus Iulius Hospes

Die Cohors II Flavia Commagenorum [Philippiana] [Severiana Alexandriana] [sagittariorum oder sagittaria] [equitata] (deutsch 2. flavische Kohorte aus Commagene [die Philippianische] [die Severianische Alexandrianische] [der Bogenschützen] [teilberitten]) war eine römische Auxiliareinheit. Sie ist durch Militärdiplome, Inschriften und Ziegelstempel belegt.

## Namensbestandteile
- Flavia: die Flavische. Die Ehrenbezeichnung bezieht sich auf die flavischen Kaiser Vespasian, Titus und Domitian. Es sind insgesamt 14 Kohorten mit diesem Namenszusatz bekannt.

- Commagenorum: aus Commagene. Die Soldaten der Kohorte wurden bei Aufstellung der Einheit auf dem Gebiet des ehemaligen Königreichs Commagene rekrutiert. Antiochos IV. von Kommagene unterstützte Titus während des Jüdischen Krieges mit Soldaten. Vermutlich wurden die Auxiliareinheiten mit der Bezeichnung Commagenorum aus diesen Soldaten aufgestellt.[1]

- Philippiana: die Philippianische. Eine Ehrenbezeichnung, die sich auf Philippus Arabs (244–249) bezieht. Der Zusatz kommt in der Inschrift (CIL 3, 1379) vor.

- Severiana Alexandriana: die Severianische Alexandrianische. Eine Ehrenbezeichnung, die sich auf Severus Alexander (222–235) bezieht. Der Zusatz kommt in der Inschrift (AE 1903, 66) vor.

- sagittariorum oder sagittaria: [der/aus] Bogenschützen. Der Zusatz kommt in den Militärdiplomen von 109 und 110 vor.

- equitata: teilberitten. Die Einheit war ein gemischter Verband aus Infanterie und Kavallerie. Der Zusatz kommt in der Inschrift (AE 1903, 65) vor.

Da es keine Hinweise auf den Namenszusatz milliaria (1000 Mann) gibt, war die Einheit eine Cohors (quingenaria) equitata. Die Sollstärke der Kohorte lag bei 600 Mann (480 Mann Infanterie und 120 Reiter), bestehend aus 6 Centurien Infanterie mit jeweils 80 Mann sowie 4 Turmae Kavallerie mit jeweils 30 Reitern.

## Geschichte
Die Kohorte war in den Provinzen Moesia Superior, Dacia und Dacia Superior (in dieser Reihenfolge) stationiert. Sie ist auf Militärdiplomen für die Jahre 96 bis 179 n. Chr. aufgeführt.
Der erste Nachweis der Einheit in der Provinz Moesia Superior beruht auf einem Diplom, das auf das Jahr 96 datiert ist. In dem Diplom wird die Kohorte als Teil der Truppen (siehe Römische Streitkräfte in Moesia) aufgeführt, die in der Provinz stationiert waren. Weitere Diplome, die auf 100 bis 103/107 datiert sind, belegen die Einheit in derselben Provinz.
Der erste Nachweis der Einheit in der Provinz Dacia beruht auf einem Diplom, das auf das Jahr 109 datiert ist. In dem Diplom wird die Kohorte als Teil der Truppen (siehe Römische Streitkräfte in Dacia) aufgeführt, die in der Provinz stationiert waren. Weitere Diplome, die auf 110 bis 179 datiert sind, belegen die Einheit in Dacia (bzw. ab 123 in der Provinz Dacia Superior).

## Standorte
Standorte der Kohorte in Dacia Inferior waren möglicherweise:
- Cladova: Ziegelstempel der Einheit wurden in Cladova gefunden. Möglicherweise waren Vexillationen der Kohorte flussabwärts von Micia am unteren Mureș stationiert.
- Micia (Vețel): Die Einheit ist in Micia durch zahlreiche Inschriften von der Regierungszeit Hadrians bis zu Philippus Arabs belegt. In Micia wurden Ziegel mit den Stempeln COH II FL COMM, COH II FL COMC, CO SE FLA C und COH II COM gefunden. Die Ziegel mit dem Stempel COH II FL COMC können als Cohors II Flavia Commagenorum C(ommodiana), G(ordiana), G(alliana) oder eventuell auch G(etica) gelesen werden.

## Angehörige der Kohorte
Folgende Angehörige der Kohorte sind bekannt.

### Kommandeure
| - [.]dianus, ein Präfekt (um 222/235) (AE 1903, 66) - Αίλιανός Εύφράνορος - C(aius) Pomponius Cassianus, ein Präfekt (CIL 3, 7848, CIL 3, 7849) - Caius Vettius Sabinianus Iulius Hospes, ein Präfekt (AE 1920, 45, CIL 3, 1619) - Iulius Arcanus, ein Präfekt (CIL 3, 7855) - M[], ein Präfekt (AE 1911, 35) | - M(arcus) Arru[ntiu]s Agrippinu[s] (AE 1903, 65) - Marcus Ulpius Gemellinus, ein Präfekt - Sex(tus) Boebius Scribonius Castus, ein Präfekt (um 193) (CIL 3, 1374, AE 1903, 67) - Tampius Rufinus, ein Präfekt (AE 1977, 706) - Ulpius Victor: er wird auf dem Diplom von 123 als Kommandeur der Kohorte genannt. |

### Sonstige
| - Aure(lius) Dionisius, ein Curator (CIL 3, 1338) - Aur(elius) Maurus, ein Veteran (CIL 3, 6267) - C(aius) Iul(ius) [Marti]alis, ein Centurio (CIL 3, 7873) - Crisp(us) Lucius, ein Centurio (CIL 3, 1347) - Dion[ysiu]s, ein Veteran (CIL 3, 12569) | - Do[mitius], ein Veteran - Ianuarius, ein Actuarius (AE 1971, 399) - L(ucius) Sossius, ein Decurio (CIL 3, 1355) - Zacca, ein Reiter: das Diplom von 123 wurde für ihn ausgestellt. |